# Procés de formació de les lleis a Espanya
El procés de formació de les lleis a Espanya des de la Transició democràtica segueix una sèrie de pasos establerts per la Constitució espanyola de 1978 (CE).

## Iniciativa legislativa
La iniciativa legislativa davant el Congrés dels Diputats pot provenir del govern d'Espanya, el Senat d'Espanya, les Assemblees legislatives autonòmiques, del propi Congrés i de la ciutadania. La iniciativa de la ciutadania ha de vindre de mínim 500.000 persones segons estableix l'art. 87.3 CE i la llei orgànica que el desenvolupe).
Els tipus d'iniciativa legislativa són:
- Els remitits pel govern (Projecte de llei): han d'anar acompanyats d'una exposició de motius i dels antecedents necessaris per poder pronunciar-se al respecte.[2]
- Proposició de Llei: són les iniciatives legislatives que provenen del Senat (vint-i-cinc senadors o un grup parlamentari),[3] d'un Diputat (amb la signatura d'altres catorze membres del Congrés) o un Grup Parlamentari del Congrés (aquest pot vindre signada solament pel portaveu).[4]

### Projectes de llei
El primer pas essencial és el projecte de llei, que pot ser precedit per un avantprojecte de llei (regulat per l'art. 22 de la Llei del Govern de 1997). El projecte de llei és el primer pas formal en la formació d'una llei. La Llei 30/2003, de 13 d'octubre, obliga que tot avantprojecte de llei estiga acompanyat d'un informe sobre l'impacte basat en el gènere que es derivarien de les mesures de la iniciativa legislativa.
Els projectes de llei són publicats per ordre de la Mesa del Congrés i obrin el termini de presentació d'esmenes. El termini per a presentar esmenes és de 15 dies des de la publicació. Les esmenes les presenten els diputats i els grups parlamentaris dirigint-se a la Mesa de la Comissió encarregada de la iniciativa de llei. Les esmenes poden ser a la totalitat o a l'articulat. El govern ha de respondre de manera raonada en el termini de 15 dies, entenent-se el silenci com a conformitat del govern.

#### Debat de totalitat
Les esmenes a la totalitat són debatudes després que el President del Congrés les establisca a l'ordre del dia. El primer torn de debat és per a qui està a favor i segon per qui està en contra. Quan acabe la deliberació, es sotmet a votació, començant per l'opció contrària a la iniciativa legislativa. Si l'esmena a la totalitat proposa un text alternatiu, s'inicia el procediment com si fóra altra iniciativa legislativa.

#### Deliberació en Comissió
Després de presentar les esmenes o el debat a la totalitat, la Comissió nomena netre els seus membres un o diversos ponents perquè redacte un informe en el termini de 15 dies. Amb l'informe fet, es debat a la Comissió cada article i s'emet un dictamen signat pel president de la comissió i dels secretaris que és passat al President del Congrés perquè siga tramitat.

#### Deliberació en el Ple
Quaranta-vuit hores després de la terminació del dictamen, els grups parlamentaris comuniquen per escrit al President els vots particulars i esmenes que hagen sigut defeses i votades a la Comissió, no hagen sigut incorporades en el Dictamen i vullguen defensar en el Ple.
"Durant el debat, la Presidència podrà admitir esemenes amb finalitat d'esmenar errors o incorreccions tècniques terminològiques o gramaticals".

### Proposicions de llei
Una vegada adoptades les proposicions de llei, la Mesa del Congrés ordena que siga publicada i siga remitida al Govern perquè n'opine. Després de transcórrer 30 dies, pot ser inclosa a l'ordre del dia si el govern no expressa el seu rebuig. El procediment que segueix és el dels debats a la totalitat.
Les proposicions de llei que provenen del Senat ha de ser acompanyat d'una exposició justificada i una memòria que avalua el cost econòmic. Són presses en consideració al Ple de la Cambra i són remitides al Congrés per a ser tramitada.

## Procediments al Senat

### Procediment ordinari
Es rep el text aprovat al Congrés i es publica al Butlletí Oficial de les Corts Generals obrint una termini de presentació d'esemenes o proposta de veto (en deu dies des de la publicació) i s'indica quina és la comissió que dictamanaria al respecte.
La comissió es delibera pot designar una Ponència que fa un informe sobre la iniciativa legislativa amb un termini de 15 dies. Després, en el termini de 15 diez, la comissió debat i aprova el Dictamen, si el fa.
Els senadors que haurien proposat esmenes que no hagueren sigut acceptades durant el debat poder fer vots particulars per al debat del Ple.
El debat del Ple ha de concloure abans de la fi dels termini de dos mesos. Primer, el Dictamen de la Comissió és presentat per un representat designat per la comissió. Després, es debat la totalitat o les propostes de veto si n'hi ha. Una proposta de veto requereix de majoria absoluta a favor perquè siga aprovada.

### Procediments especials
Si un projecte o proposició de llei ho aconsella o és senzill, el Ple, a proposta de la Mesa, després d'escolar la Junta de Portaveus, pot acordar la tramitació directa en lectura única.
Si el Ple (després d'escoltar la Junta de Portaveus i amb la proposta la Mesa), vint-i-cinc senadors o un grup parlamentari ho acorda pot atribuir a una Comissió legislativa (tal com estableix l'art. 75 de la Constitució espanyola), que puga debatre i aprovar un project eo proposició de llei sense que hi haja un debat abans al Ple.
La Mesa pot decidir d'ofici o a proposta de vint-i-cinc senadors o un grup parlamentari aplicar el procediment d'urgència, caracteritzat per terminis reduïts a la meitat del procediment legislatiu comú.
La llei de pressupostos generals de l'estat és tramitat pel procediment ordinari comú amb la característica de tindre la preferència.
El Projecte de Llei del Fons de Compensació Interterritorial és l'única iniciativa legislativa tramitada inicialment al Senat abans de ser debatuda i aprovada al Congrés. Per al seu tràmit al Senat, es necessita que hi haja una Comissió Mixta si hi ha discrepàncies entre les cambres.
Per a aprovar i reformar estatuts d'autonomia, es segueix el procediment per a projectes de llei orgànica seguint el que diu el reglament.

## Iniciatives legislatives de casos concrets

### De lleis orgàniques
La Mesa del Congrés, després d'escoltar què diu la Junta de Portaveus, pot qualificar un projecte de llei o proposició de llei com a possible llei orgànica. Els projectes i proposicions de llei orgànica segueix el tràmit de procediment comú requerint per a l'aprovació la majoria absoluta de la Cambra.

### De lleis de pressupostos
L'estudi i aprovació dels Pressupostos Generals de l'Estat també segueix el procediment legislatiu comú al Congrés i el Senat. Es caracteritza pel fet que té preferència en els tràmits.
Una esmena d'augment de crèdits és acceptable solament si proposa alhora una baixa quantitativament igual en la mateixa Secció.

### Convenis entre Comunitats Autònomes
Els convenis entre comunitats autònomes són rebuts al Senat. Dins del termini de 5 dies des de la publicació, un grup parlamentari o un grup de senadors d'almenys vint-i-cinc membres pot presentar propostes respecte si el conveni requereix o no l'autorització de les Corts Generals.

### Llei d'harmonització
La iniciativa la pot tindre el govern espanyol o 25 senadors. És tramitada al Ple del Senat amb dos torns a favor i dos en contra. Requereix una majoria absoluta per ser aprovada.